# Coelometopus clypeatus
Coelometopus clypeatus is een keversoort uit de familie zwartlijven (Tenebrionidae). De wetenschappelijke naam van de soort is voor het eerst geldig gepubliceerd in 1813 door F. Germar.